# Saint-Sigismond-de-Clermont

Saint-Sigismond-de-Clermont este o comună în departamentul Charente-Maritime, Franța. În 1 ianuarie 2022 avea o populație de 162 de locuitori.